# Lengyelország az 1960. évi téli olimpiai játékokon
Lengyelország az egyesült államokbeli Squaw Valleyben megrendezett 1960. évi téli olimpiai játékok egyik részt vevő nemzete volt. Az országot az olimpián 4 sportágban 13 sportoló képviselte, akik összesen 2 érmet szereztek.

## Érmesek
| Érem  | Versenyző          | Sportág        | Versenyszám |
| ----- | ------------------ | -------------- | ----------- |
| Ezüst | Elwira Seroczyńska | Gyorskorcsolya | Női 1500 m  |
| Bronz | Helena Pilejczyk   | Gyorskorcsolya | Női 1500 m  |

## Északi összetett
| Versenyző     | Síugrás  | Síugrás  | Síugrás  | Síugrás  | Síugrás  | Síugrás  | Síugrás | Síugrás | Sífutás   | Sífutás | Sífutás | Összesítés | Összesítés |
| Versenyző     | 1. ugrás | 1. ugrás | 2. ugrás | 2. ugrás | 3. ugrás | 3. ugrás | Össz.   | Össz.   | Sífutás   | Sífutás | Sífutás | Összesítés | Összesítés |
| Versenyző     | Távolság | Pont     | Távolság | Pont     | Távolság | Pont     | Pont    | Hely.   | Idő       | Pont    | Hely.   | Pont       | Helyezés   |
| ------------- | -------- | -------- | -------- | -------- | -------- | -------- | ------- | ------- | --------- | ------- | ------- | ---------- | ---------- |
| Józef Karpiel | 52,0     | (85,5)   | 56,5     | 91,0     | 65,0     | 103,5    | 194,5   | 25.     | 1:02:14,0 | 225,484 | 16.     | 419,984    | 19.        |

## Gyorskorcsolya
Női
| Versenyző          | Versenyszám | Eredmény      | Helyezés      |
| ------------------ | ----------- | ------------- | ------------- |
| Helena Pilejczyk   | 500 m       | 48,2          | 12.           |
| Helena Pilejczyk   | 1000 m      | 1:35,8        | 5.*           |
| Helena Pilejczyk   | 1500 m      | 2:27,1        |               |
| Helena Pilejczyk   | 3000 m      | 5:26,2        | 6.            |
| Elwira Seroczyńska | 500 m       | 46,8          | 6.*           |
| Elwira Seroczyńska | 1000 m      | nem ért célba | nem ért célba |
| Elwira Seroczyńska | 1500 m      | 2:25,7        |               |
| Elwira Seroczyńska | 3000 m      | 5:27,3        | 7.            |

* - egy másik versenyzővel azonos eredményt ért el

## Sífutás
Férfi
| Versenyző                                                     | Versenyszám     | Eredmény  | Helyezés |
| ------------------------------------------------------------- | --------------- | --------- | -------- |
| Andrzej Mateja                                                | 15 km           | 58:09,1   | 43.      |
| Andrzej Mateja                                                | 30 km           | 2:01:54,7 | 23.      |
| Józef Gut Misiaga                                             | 15 km           | 58:03,6   | 41.      |
| Józef Rysula                                                  | 15 km           | 54:13,3   | 18.      |
| Józef Gąsienica Sobczak                                       | 30 km           | 2:06:12,7 | 34.      |
| Kazimierz Zelek                                               | 15 km           | 55:59,4   | 28.      |
| Kazimierz Zelek                                               | 30 km           | 2:01:27,1 | 22.      |
| Andrzej Mateja Józef Rysula Józef Gut Misiaga Kazimierz Zelek | 4 × 10 km váltó | 2:26:25,3 | 6.       |

Női
| Versenyző                                                        | Versenyszám    | Eredmény  | Helyezés |
| ---------------------------------------------------------------- | -------------- | --------- | -------- |
| Helena Gąsienica Daniel                                          | 10 km          | 45:08,2   | 21.      |
| Anna Krzeptowska-Żebracka                                        | 10 km          | 44:36,1   | 20.      |
| Józefa Czerniawska-Pęksa                                         | 10 km          | 42:45,5   | 14.      |
| Stefania Biegun                                                  | 10 km          | 42:45,2   | 13.      |
| Stefania Biegun Helena Gąsienica Daniel Józefa Czerniawska-Pęksa | 3 × 5 km váltó | 1:07:24,6 | 4.       |

## Síugrás
| Versenyző        | 1. ugrás | 1. ugrás | 1. ugrás | 2. ugrás | 2. ugrás | 2. ugrás | Összesítés | Összesítés |
| Versenyző        | Távolság | Pont     | Hely.    | Távolság | Pont     | Hely.    | Pont       | Helyezés   |
| ---------------- | -------- | -------- | -------- | -------- | -------- | -------- | ---------- | ---------- |
| Władysław Tajner | 78,5     | 87,6     | 39.      | 79,5     | 100,6    | 23.      | 188,2      | 31.        |